# Não Vou Mais Parar
"Não Vou Mais Parar" é uma canção da cantora e compositora brasileira Luísa Sonza. Seu lançamento ocorreu em 3 de dezembro de 2019, através da Universal Music Brasil, servindo como quinto e último single de seu álbum de estreia, Pandora (2019).

## Vídeo musical
O videoclipe foi lançado no dia 3 de dezembro de 2019, com direção de João Monteiro. No clipe, Luísa e suas amigas se mudam para uma casa vazia e sequestram cada entregador que vai lá deixar uma das encomendas para elas e fazem uma grande festa.

## Históricos de lançamentos
| Região | Data                | Formato                    | Gravadora              | Ref   |
| ------ | ------------------- | -------------------------- | ---------------------- | ----- |
| Mundo  | 14 de junho de 2019 | download digital streaming | Universal Music Brasil | [ 6 ] |